# Пернис, Герберт
Герберт Пернис (14 апреля 1832, Галле, Саксония-Анхальт — 21 апреля 1875, Горжовице, Богемия) — германский юрист, учёный-правовед, научный писатель, преподаватель, патриот Ганновера.
Окончил школу Пфорта, затем изучал право в Боннском университете, который окончил в 1855 году со степенью доктора права. В 1857 году был назначен профессором права в Гёттингене, в 1862 году стал членом ганноверской палаты. В 1866 году, когда Ганновер был присоединён к Пруссии, добровольно отказался от звания профессора вниз и стал представителем лишённого компенсации курфюрста Гессена в Берлине в 1867 году. Скончался в замке Горжовице, куда курфюрст отправился в изгнание.
Главные работы: «Denkschrift über die Anhaltische Verfassung» (Дессау, 1862), «Kritische Erörterungen z. Schleswig-Holsteinischen Successionsfrage» (Кассель, 1866), «Verfassungsrecht d. im Reichsrathe vertretenen Königreiche und Länder der Osterr.-Ungar. Monarchie» (Галле, 1872).